# Cuphea brachypoda
Cuphea brachypoda är en fackelblomsväxtart som beskrevs av T.B. Cavalcanti. Cuphea brachypoda ingår i släktet blossblommor, och familjen fackelblomsväxter. Inga underarter finns listade i Catalogue of Life.